# 拟硬叶藓属
拟硬叶藓属为灰藓科的一科植物。

## 下属分类
- Stereodontopsis excavata Ando, 1971
- Stereodontopsis pseudorevoluta Ando, 1963